# 아파치 클라우드스택
클라우드스택(CloudStack)은 인프라스트럭처 클라우드 서비스를 생성, 관리, 디플로이하기 위한 오픈 소스 클라우드 컴퓨팅 소프트웨어이다. 가상화를 위해 KVM, VM웨어 ESXi|VM웨어 vcenter, 젠서버/XCP와 같은 기존의 하이퍼바이저를 사용한다. 자체 API 외에도 클라우드스택은 아마존 웹 서비스(AWS) API, 또 오픈 그리드 포럼의 오픈 클라우드 컴퓨팅 인터페이스를 지원한다.

## 역사
클라우드스택의 원 개발사는 클라우드닷컴(Cloud.com, 과거 이름: VMOps)이다.
VMOps는 2008년 Sheng Liang, Shannon Williams, Alex Huang, Will Chan, Chiradeep Vittal에 의해 설립되었다.

## 베어메탈 호스트
- RHEL, CentOS, v6.2, 6.3, 7.1
- 페도라 17
- 우분투 12.04

## 지원 하이퍼바이저
- LXC 호스트 컨테이너 (RHEL 7)
- 윈도우 서버 2012 R2 (Hyper-V 역할 사용)
- Hyper-V 2012 R2
- CentOS 6.2+ 및 7.1 with KVM
- RHEL 6.2 및 7.1 with KVM
- 우분투 14.04 with KVM
- XenServer 버전 6.1, 6.2 SP1, 6.5 (최신 핫픽스 포함)
- VMware vSphere 버전 5.0 업데이트 3a, 5.1 업데이트 2a, 5.5 업데이트 2

## 사용자
2012년 7월, 데이터파이프는 클라우드스택에서 빌드되는 최대의 국제 퍼블릭 클라우드를 시작한다고 보고하였으며, 여기에는 미국, 영국, 아시아의 6개 데이터 센터를 포함하였다.
아파치 클라우드스택은 수많은 사용자들이 있다:
- ASG
- 알카텔-루슨트
- Amdocs
- 애플
- 오토데스크
- Bechtle AG
- 벨 캐나다
- 브리티시 텔레콤
- CA 테크놀로지스
- CANCOM
- China Telecom
- 시트릭스 시스템즈
- Cloudera
- Cloudian, Inc.
- Codero Hosting
- Colt
- Comping
- 데이터파이프
- 델
- 월트 디즈니 컴퍼니
- EVRY
- Edmunds.com
- EnterpriseDB
- Globo.com
- GreenQloud
- 홋카이도 대학
- 화웨이
- 히타치 제작소
- INRIA
- 임페리얼 칼리지 런던
- InMobi
- 인터루트
- 주니퍼 네트웍스
- KDDI
- KT
- 규슈 대학
- 리즈웹
- 로직웍스
- NEOS
- NTT
- 노키아
- OpenERP
- 오랑주
- Orbitz
- PPLive
- 프로테우스 (신화)
- SAP
- Scalr
- Shopzilla
- Slovak Telekom
- 소프트레이어
- 소프트웨어원
- 솔리드파이어
- 타이완 모바일
- 타타
- Tendril
- TomTom
- 트레이더 미디어 그룹
- 쾰른 대학교
- 멜버른 대학교
- 상파울루 대학교
- VMTurbo
- Verio
- 버라이즌 커뮤니케이션스
- WebMD
- 제노스 코어
- 징가

### 사용자 그룹
- CloudStack NYC User Group on MeetUp
- CloudStack European User Group on LinkedIn
- CloudStack India Bangalore Chapter User Group on MeetUp
- CloudStack India Hyderabad Group on MeetUp
- CloudStack China Group
- CloudStack Brazil User Group on LinkedIn
- Japan CloudStack User Group